# Yosuke Watanuki
Yosuke Watanuki (ur. 12 kwietnia 1998 w Saitamie) – japoński tenisista, reprezentant kraju w rozgrywkach Pucharu Davisa.
Jego starszy brat Yusuke również był zawodowym tenisistą, a następnie pełnił funkcję trenera.

## Kariera tenisowa
W ciągu kariery zwyciężył w trzech turniejach cyklu ATP Challenger Tour w grze pojedynczej. Ponadto wygrał w pięciu singlowych oraz jednym deblowym turnieju rangi ITF.
W rankingu gry pojedynczej najwyżej był na 85. miejscu (28 sierpnia 2023), a w klasyfikacji gry podwójnej na 374. pozycji (7 stycznia 2019).

### Zwycięstwa w turniejach ATP Challenger Tour w grze pojedynczej
| Końcowy wynik | Nr | Data              | Turniej   | Nawierzchnia  | Przeciwnik               | Wynik finału     |
| ------------- | -- | ----------------- | --------- | ------------- | ------------------------ | ---------------- |
| Zwycięzca     | 1. | 10 listopada 2019 | Kobe      | Twarda (hala) | Yūichi Sugita            | 6:2, 6:4         |
| Zwycięzca     | 2. | 20 listopada 2022 | Kobe      | Twarda (hala) | Frederico Ferreira Silva | 6:7(3), 7:5, 6:4 |
| Zwycięzca     | 3. | 27 listopada 2022 | Yokkaichi | Twarda        | Frederico Ferreira Silva | 6:2, 6:2         |